# Come to Life
Come to Life é o quarto álbum de estúdio da cantora e atriz australiana Natalie Imbruglia, lançado em 2009.

## Lançamento
O quarto álbum de inéditas da cantora era esperado desde o final de 2005, quando houvera lançado o antecessor Counting Down The Days, que atingiu o topo da parada britânica.

### Cancelamentos
Natalie lançaria o álbum inicialmente no ano de 2007. No entanto, o lançamento do mesmo foi cancelado pela sua gravadora Sony BMG, que optou por publicar antes a coletânea comemorativa Glorious: The Singles 1997-2007. A compilação incluiu também algumas faixas inéditas da cantora, gravadas inicialmente para este álbum.
Após isto, a data de lançamento do álbum foi anunciada para o começo de 2008, tendo como primeiro single a faixa "Scars". No entanto, o lançamento foi novamente adiado, em razão do fim do casamento de Natalie com o músico australiano Daniel Johns em janeiro de 2008, e do posterior término do contrato com a gravadora.
Postergado, a princípio para o meio do ano, o álbum acabou sendo adiado para 2009, pois Natalie desejava produzir novas faixas para ele.

### Confirmação
O anúncio oficial do lançamento de Come To Life veio em 30 de março de 2009 pelo site oficial da cantora, mas o álbum acabou sendo adiado novamente, para o segundo semestre. Em julho, o site de Natalie confirmou a data de lançamento para 5 de outubro no Reino Unido e 12 de outubro na Europa, pela gravadora Island Records.
O álbum foi produzido por Ben Hillier, com colaborações de Brian Eno e de Chris Martin, vocalista da banda Coldplay. Em entrevista ao jornal Herald Sun, Martin chegou a afirmar que estava um pouco arrependido por dar a canção "Fun" à Imbruglia, pois para ele a faixa seria "a melhor música do Coldplay de todos os tempos".

### Divulgação
A primeira amostra oficial deste trabalho foi o videoclipe da canção "Wild About It", disponibilizado na internet em 3 de agosto de 2009.
O primeiro single "Want" foi lançado oficialmente em 28 de setembro de 2009 no Reino Unido, mas devido ao baixo apoio das rádios britânicas na divulgação, o lançamento do álbum no país foi suspenso. Assim, Come To Life foi lançado primeiramente na Itália, onde "Want" atingiu o Top 10 da parada de singles. Posteriormente, o álbum foi lançado em toda a Europa continental, na Ásia e na Austrália.
No Reino Unido, o álbum seria lançado com o segundo single "Scars" em 2010. No entanto, um novo impasse na divulgação levou ao cancelamento do single e do álbum no país, enquanto Natalie decidiu concentrar-se em sua participação como jurada na edição australiana do programa The X Factor.
Em 2015, Natalie mencionou em uma entrevista à publicação inglesa Attitude que foi sua escolha não lançar mais o álbum, por estar cansada, na ocasião, da indústria musical britânica. No entanto, em 2021, a cantora esclareceu que a decisão do cancelamento partiu primeiramente de sua gravadora, que alegou motivos financeiros.

## Recepção pela crítica
| Críticas profissionais | Críticas profissionais |
| Avaliações da crítica  | Avaliações da crítica  |
| Fonte                  | Avaliação              |
| ---------------------- | ---------------------- |
| AllMusic link          | 4 de 5 estrelas.       |
| musicOMH link          | 3.5 de 5 estrelas.     |
| Sputnikmusic link      | 3 de 5 estrelas.       |

O álbum recebeu, no geral, críticas positivas da imprensa internacional especializada.
O site AllMusic Guide lhe deu 4 estrelas, sendo a melhor avaliação do guia dentre todos os trabalhos da cantora. Stephen Thomas Erlewine afirmou que o disco "se beneficia de letras pop consistentes, conseguindo evocar o auge da época de 'Torn', sendo ao mesmo tempo moderno".

## Faixas
1. "My God" (Imbruglia, Crispin Hunt) – 4:03
2. "Lukas" (Guy Berryman, Jonny Buckland, Will Champion, Chris Martin) – 3:49
3. "Fun" (Guy Berryman, Jonny Buckland, Will Champion, Chris Martin) – 4:21
4. "Twenty" (Imbruglia, Solomon Sheppard) – 3:57
5. "Scars" (Imbruglia, Jamie Hartman) – 3:30
6. "Want" (Imbruglia, Gary Clark, Chris Martin, Kat Kourtney) – 3:35
7. "WYUT" (Imbruglia, Alain Johannes, Natasha Shneider) – 3:17
8. "Cameo" (Imbruglia, Ben Hillier, Dave McCracken) – 3:09
9. "All The Roses" (Imbruglia, Gary Clark) – 3:27
10. "Wild About It" (Imbruglia, Ben Hillier, Dave McCracken) – 4:07
11. "Flirting" (Imbruglia, Siddhartha Khosla) – Faixa bônus da edição japonesa – 5:00

## Paradas musicais
O álbum atingiu o Top 50 das paradas da Rússia e da Itália. No entanto, teve um desempenho abaixo do esperado na Austrália, terra natal da artista.
| Parada semanal (2009)              | Posição |
| ---------------------------------- | ------- |
| Austrália (ARIA Charts)            | 67      |
| Austrália (ARIA Australian Albums) | 18      |
| Itália (FIMI)                      | 42      |
| Rússia (NFPF)                      | 25      |
| Suíça (Schweizer Hitparade)        | 70      |